# 長崎大学商科短期大学部
長崎大学商科短期大学部（ながさきだいがくしょうかたんきだいがくぶ、英語: Junior College of Commerce Nagasaki University）は、長崎県長崎市片淵4-2-1に本部を置いていた日本の国立大学である。1951年に設置され、2000年に廃止された。大学の略称は長大商短、経済夜間、商短。

## 概要

### 大学全体
- 長崎県長崎市に所在した日本の国立短期大学で、併設元は長崎大学経済学部。
- 国立学校設置法の改正により、1951年に長崎大学に付設・開学された国立の3年制短期大学部である[1]。商経学科のみの単科となっていたが、3つの専攻課程が設けられていた。全国では最も存続期間の長い国立短大となっている。
- 1997年度の入学生を最後に[注釈 2]、2000年に短期大学としての使命を終える[3]。

### 教育および研究
- 長崎大学商科短期大学部における教育。商経学科が設けられており以下の専攻があった。
  - 経済専攻：「経済原論」・「商業経済論」・「金融経済論」など経済全般に関する専門科目を学ぶための科目が中心となっていた。
  - 経済法学専攻：長崎県内の大学で法律学の講義科目が最も充実していたコースといわれていた。経済学に関する専門科目のほか憲法や民法・刑法や商法など法律に関する科目も用意されていた。
  - 経営情報専攻：経営情報論・会計学・マーケティング論など経営情報処理のスペシャリストとして活躍するに必要な科目を学ぶ課程となっていた。

### 学風および特色
- 長崎大学商科短期大学部は勤労の傍らで学業に勤しむ人々に大学教育を開放することのねらいから経済学部の夜間部という位置づけとして設置されていた。
- 経済学部・教育学部と兼任している教員が多かった。

## 沿革
- 1951年
  - 4月1日 長崎大学商業短期大学部（ながさきだいがくしょうぎょうたんきだいがくぶ）として以下の学科体制にて開学[4]。
    - 商業学科第二部 入学定員80名
- 1954年
  - 5月1日 学生数[5]/定員
    - 商業学科第二部 282[注 1]/240
- 1966年
  - 4月1日  商業学科第二部の入学定員を80→120に増員[6]。
  - 5月1日 学生数[7]/定員
    - 商業学科第二部 340[注 2]/280
- 1977年
  - 4月1日 商業学科第二部を商経学科第二部に名称変更。さらに入学定員を120→140に増員され、なおかつ以下の通り専攻分離される[8]。
    - 経済・法律専攻 入学定員70名
    - 経営情報専攻 入学定員70名

  - 5月1日 学生数[9]/定員
    - 商経学科第二部 143[注 3]/140
      - 商業学科第二部 260[注 4]/240
- 1982年
  - 4月1日 商経学科第二部の入学定員を140→160に増員、なおかつ以下の専攻課程に改組[注 5]。
    - 経済専攻  入学定員60名[注釈 3]
    - 経済法学専攻 入学定員40名[注釈 3]
    - 経営情報専攻 70→60

  - 5月1日 学生数[12]/定員
    - 商経学科第二部 437[注 6]/440
- 1984年
  - 4月1日 長崎大学商科短期大学部と名称変更する[注 7]。
  - 5月1日 学生数[15]/定員
    - 商経学科第二部 525[注 8]/480
- 1985年
  - 5月1日 学生数[16]/定員
    - 商経学科第二部 489[注 9]/480
- 1986年
  - 5月1日 学生数[17]/定員
    - 商経学科第二部 496[注 10]/495？
- 1986年〜1987年
  - 商経学科第二部経済専攻の入学定員を60→75[18]に増員。
- 1987年
  - 5月1日 学生数[19]/定員
    - 商経学科第二部 549[注 11]/510？
- 1992年
  - 5月1日 学生数[注 12]/定員
    - 商経学科第二部 569[注 13]/525
- 1997年
  - 4月1日 この年度で最後の学生募集となる[注釈 2]。
- 1997年
  - 5月1日 学生数[22]/定員
    - 商経学科第二部 445[注 14]/525
- 1998年
  - 5月1日 学生数[23]/定員
    - 商経学科第二部 257[注 15]/350
- 1999年　
  - 5月1日 学生数[24]/定員
    - 商経学科第二部 109[注 16]/175
- 2000年
  - 3月31日 左記をもって正式に廃止とする[3]。

## 基礎データ

### 所在地
- 長崎県長崎市片淵4-2-1[注釈 1]

### 象徴
- 長崎大学商科短期大学部のカレッジマークは長崎大学および医療技術短期大学部と同様、船をイメージしたものとなっていた。

## 教育および研究

### 組織

#### 学科
- 商経学科
  - 経済専攻 入学定員75名[注釈 4]
  - 経済法学専攻 入学定員40名[注釈 4]
  - 経営情報専攻 入学定員60名[注釈 4]

#### 専攻科
- なし

#### 別科
- なし

#### 取得資格について
- 教職課程として中学校教諭二級免許状（社会）が設置されていた[27]。

### 研究
- 『地域経済論講義』[28]
- 『経済法学を学ぶ』[29]

## 学生生活

### 部活動・クラブ活動・サークル活動
- 長崎大学商科短期大学部で活動していたクラブ活動
  - 体育系：準硬式野球・バレーボール・バスケットボール・バドミントン・空手道・テニス・サッカー・山岳・自動二輪・ウェイトトレーニングほか
  - 文化系：軽音楽・茶道ほか

### 学園祭
- 長崎大学商科短期大学部の学園祭は「商短祭」と呼ばれ例年、11月に行われていた。とりわけ学生プロレスは近隣住民老若男女から絶大な支持を得ていた。

## 大学関係者と組織

### 大学関係者一覧
歴代学長
- 高瀬清（1951年 - 1952年）
- 具島兼三郎（1974年 - 1980年）
- 土山秀夫（1988年 - 1992年）
- 横山哲夫（1992年 - 1998年）

## 出身者・関係者
- 饗庭敦子（長崎県議会議員）
- 広松栄治（大木町町長）
- 三浦正道（税理士）
- 貝田知廣（税理士）
- 福井義憲（税理士）
- 西岡かつゆき（長与町町会議員）
- 安部都（立憲民主党議員）

## 施設

### キャンパス
- 設備：経済学部と共同使用していた。

## 対外関係

### 系列校
- 長崎大学各学部
- 長崎大学医療技術短期大学部

## 卒業後の進路について

### 就職について
- 学生の大半は勤労学生で、卒業後も在学中と同じ事業所で勤務継続する人も多かった。在学中から継続して勤務している人も含めれば、税理士・公認会計士・文部科学省、財務省や厚生労働省等の国家公務員・県職員等の地方公務員・小売・卸売・金融機関・保険などが多く、卒業後司法試験を突破し弁護士になった学生もいた。

### 編入学・進学実績
- 長崎大学(4年制)のほか九州大学・神戸大学・東北大学など国立大学への編入学実績もある[30]